# BC Alte Kanti Aarau
El BC Alte Kanti Aarau es un equipo de baloncesto suizo con sede en la ciudad de Aarau, que compite en la LNB, la segunda división del baloncesto suizo. Disputa sus encuentros como local en la Salle Telli.

## Posiciones en Liga
- 2011 (1-1LN)
- 2012 (3-LNB)
- 2013 (1-LNB)

### Plantilla 2013-2014
| N.º | Nombre      | Nacionalidad     | Puesto |
| --- | ----------- | ---------------- | ------ |
| --  | Boris MBala | Bandera de Suiza | Pívot  |

## Palmarés
- Campeón LNB - 2012, 2013